# Grand Hustle Records
Grand Hustle Records es un sello discográfico localizado en Atlanta, Georgia fundado en el año 2003 por el rapero T.I. y su mánager Jason Geter. Desde finales de noviembre es una subsidiaria de Sony Music Entertainment, y es distribuido por Columbia Records. El Sello discográfico es la casa de artistas tales como B.o.B, Young Dro, Trae tha Truth, 8Ball & MJG, Killer Mike, Chip (chipmunk), Travis Scott entre otros. El Sello ha lanzado 20 álbumes en total, 10 de ellos han sido certificados Oro y Platino por la RIAA. También, Grand Hustle cuenta con 4 álbumes #1 en US: King (2006), T.I. vs. T.I.P. (2007) y Paper Trail (2008) de T.I., así como también B.o.B Presents: The Adventures of Bobby Ray (2010) de B.o.B.

## Artistas Principales
| - P$C (Grand Hustle, Atlantic) - T.I. - C-Rod - Mac Boney - Big Kuntry King (Bread Box Muzic) - Young Dro (Grand Hustle, E1) - Xtaci - B.o.B (Grand Hustle, Rebel Rock, Atlantic) - Killer Mike (Grand Hustle, SMC, Grind Time) - 8Ball & MJG (Grand Hustle, E1) - Ricco Barrino - Iggy Azalea - Shun Hendrix - Mitchelle'l (Grand Hustle, Def Jam) | - Baby Boy (Grand Hustle, Hypocalypto) - D.O.P.E. - Spodee - Yung Booke - Rich Kid Shawty - Trae tha Truth (Grand Hustle, ABN, Asylum) - Chip (Chipmunk) (Grand Hustle, CMAR) - Travis Scott (Grand Hustle, Epic Records) - OMG Girlz (Grand Hustle, Pretty Hustle, Interscope Records) - Kris Stephens (Grand Hustle, Pretty Hustle) - Shad da God - Yo Gotti (CMG, Grand Hustle, Epic Records) |

### Artistas Anteriores
- AK (2003-2011)
- Alfamega (2005-2009)
- DJ Drama (2006-2011)
- Governor (2005-2008)
- Meek Mill (2008-2010)
- Rashad Morgan (2005-2011)
- Yung L.A. (2008-2011)

## DJ's oficiales
- DJ Drama - Principal DJ de Grand Hustle.

- Aldrin "DJ Toomp" Davis – Conocido por producir los hits de T.I. como "24's", "Be Easy", "U Don't Know Me" y "What You Know".

- Keith Mack - Conocido por producir "Act a Fool" de Ludacris y muchas canciones de T.I., incluyendo "Live in the Sky".[15]

- Cordale "Lil C" Quinn - alias C-Gutta, conocido por producir "Shoulder Lean" de Young Dro y "My Hood" de Young Jeezy.[16]

- Nard and B - Conocido por producir "Futuristic Love" de Yung L.A., "So High" de Slim Thug y por co-producir junto a Just Blaze "All the Above" de Maino.[16]

- TrackSlayerz - Conocido por producir "I'm Back" de T.I.

- Lamar "Mars" Edwards - Un miembro del equipo de producción 1500 or Nothin'.

- Smash Factory – Equipo de producción compuesto por T.I., Lil C y Mars de 1500 or Nothin'.[17]

## Álbumes del sello discográfico
| Año  | Artista         | Título                                      | Información del álbum | Tabla de posiciones | Tabla de posiciones | Tabla de posiciones | Tabla de posiciones | Tabla de posiciones | Certificaciones                           | Ventas        |
| Año  | Artista         | Título                                      | Información del álbum | US                  | US R&B              | US Rap              | CAN                 | UK                  | Certificaciones                           | Ventas        |
| ---- | --------------- | ------------------------------------------- | --- | ------------------- | ------------------- | ------------------- | ------------------- | ------------------- | ----------------------------------------- | ------------- |
| 2003 | T.I.            | Trap Muzik                                  | - Publicado: 19 de agosto de 2003 - Sencillos: "24's", "Be Easy", "Rubberband Man", "Let's Get Away"                                       | 4                   | 2                   | —                   | —                   | —                   | - US: 2× Platino                          | - US: 2 000   |
| 2004 | T.I.            | Urban Legend                                | - Publicado: 30 de noviembre de 2004 - Sencillos: "Bring Em Out" "U Don't Know Me" "ASAP"                                                  | 7                   | 1                   | 1                   | —                   | —                   | - US: 1× Platino                          | - US: 1 000   |
| 2005 | P$C             | 25 to Life                                  | - Publicado: 28 de junio de 2005 - Sencillos: "I'm A King (Remix)", "Do Ya Thang"                                                          | 10                  | 4                   | 1                   | —                   | —                   | - US: 1× Platino                          | - US: 980 000 |
| 2005 | Varios Artistas | Hustle & Flow (Soundtrack)                  | - Publicado: 12 de julio de 2005 - Sencillos: "I'm A King (Remix)", "Bad Bitch (Remix)", "It's Hard Out Here for a Pimp", "                | 30                  | —                   | —                   | —                   | —                   | - US:                                     | - US: 300 000 |
| 2006 | T.I.            | King                                        | - Publicado: 26 de marzo de 2006 - Sencillos: "What You Know", "Why You Wanna", "Live in the Sky" "Top Back (Remix)"                       | 1                   | 1                   | 1                   | 24                  | —                   | - US: 2× Platino - Can: Oro               | - US: 2 000   |
| 2006 | Young Dro       | Best Thang Smokin'                          | - Publicado: 29 de agosto de 2006 - Sencillos: "Shoulder Lean", "Rubberband Banks",                                                        | 3                   | 1                   | 1                   | —                   | —                   | - US: Oro                                 | - US: 517 000 |
| 2006 | Governor        | Son of Pain                                 | - Publicado: 12 de septiembre, 2006 - Sencillos: "Blood, Sweat & Tears", "You Got the Power"                                               | —                   | 50                  | —                   | —                   | —                   | - US:                                     | - US:         |
| 2007 | T.I.            | T.I. vs. T.I.P.                             | - Publicado: 3 de julio de 2007 - Sencillos: "Big Shit Poppin' (Do It)", "You know what it is", "Hurt"                                     | 1                   | 1                   | 1                   | 7                   | —                   | - US: 1× Platino - Can: Oro               | - US: 1 000   |
| 2007 | DJ Drama        | Gangsta Grillz: The Album'                  | - Publicado: 4 de diciembre de 2007 - Sencillos: "5000 Ones", "The Art of Storytellin' Part 4"                                             | 26                  | 3                   | 2                   | —                   | —                   | - US:                                     | - US: 50 000  |
| 2008 | T.I.            | Paper Trail                                 | - Publicado: 30 de septiembre, 2008 - Sencillos: "No matter what", "Whatever you like", "Swagga Like Us", "Live Your Life" "Dead and Gone" | 1                   | 1                   | 1                   | 2                   | 42                  | - US: 3× Platino - Can: Platino - UK: Oro | - US: 3 000   |
| 2008 | Big Kuntry King | My Turn to Eat                              | - Publicado: 30 de septiembre, 2008 - Singles: "That s Right", "Da Baddest"                                                                | 98                  | 13                  | 7                   | —                   | —                   | - US:                                     | - US: 20 000  |
| 2009 | DJ Drama        | Gangsta Grillz: The Album (Vol 2)'          | - Publicado: 19 de mayo de 2009 - Sencillos: "Day Dreaming" "Ridiculous"                                                                   | 26                  | 5                   | 4                   | —                   | —                   | - US:                                     | - US: 45 000  |
| 2010 | B.o.B           | B.o.B Presents: The Adventures of Bobby Ray | - Publicado: 27 de abril de 2010 - Sencillos: "Nothin' on You", "Airplanes", "Magic", "Don't Let Me Fall"                                  | 1                   | 1                   | 1                   | 7                   | 17                  | - US: Oro                                 | - US: 600 000 |
| 2010 | 8Ball & MJG     | TenToes Down                                | - Publicado: 4 de mayo de 2010 - Sencillos: "Ten Toes Down", "Bring It Back"                                                               | 36                  | 6                   | 3                   | —                   | —                   | - US:                                     | - US: 71 000  |
| 2010 | T.I.            | No Mercy                                    | - Publicado: 7 de diciembre de 2010 - Sencillos: "I’m Back", "Got Your Back", "Get Back Up", "Castle Walls", "That's All She Wrote"        | 4                   | 1                   | 1                   | 35                  | 39                  | - US: 1× Platino                          |               |
| 2011 | Killer Mike     | PL3DGE                                      | - Publicado: 17 de mayo de 2011 - Sencillos: "Ready Set Go"                                                                                | 115                 | 23                  | 12                  | 7                   | 17                  | - US:                                     | - US: 20 000  |
| 2012 | B.o.B           | Strange Clouds                              | - Publicado: 1 de mayo de 2012 - Sencillos: "Strange Clouds", So Good, Both of Us, "Out of My Mind"                                        | 5                   | 1                   | 1                   | 7                   | 30                  | - US:                                     | - US: 350 000 |
| 2012 | T.I.            | Trouble Man: Heavy Is the Head              | - Publicado: 18 de diciembre de 2012 - Sencillos: "Love this Life", "Go Get It", "Ball"                                                    | 2                   | 1                   | 1                   | —                   | 188                 | - US:                                     | - US: 480 000 |

## Próximos Álbumes
| Artista         | Album                                  | Detalles                      |
| --------------- | -------------------------------------- | ----------------------------- |
| T.I.            | Trouble Man II: He Who Wears the Crown | - Lanzamiento: Pendiente 2012 |
| Varios Artistas | Grand Hustle Presents: Hustle Gang     | - Lanzamiento: 2012           |
| T.I. y B.o.B    | The Man and the Martian                | - Lanzamiento: Pendiente 2012 |
| Trae tha Truth  | Banned                                 | - Lanzamiento: 2012           |
| B.o.B           | Underground Luxury                     | - Lanzamiento: Pendiente 2012 |
| Young Dro       | P.O.L.O. (Players Only Live Once)      | - Lanzamiento: Pendiente 2012 |